# Tibilis
Tibilis (també escrit Thibilis) era una ciutat de l'època romana antiga i medieval en l'antiga Numídia, hui al nord-est d'Algèria. L'indret té àmplies ruïnes romanes, tant antigues com medievals.

## Història

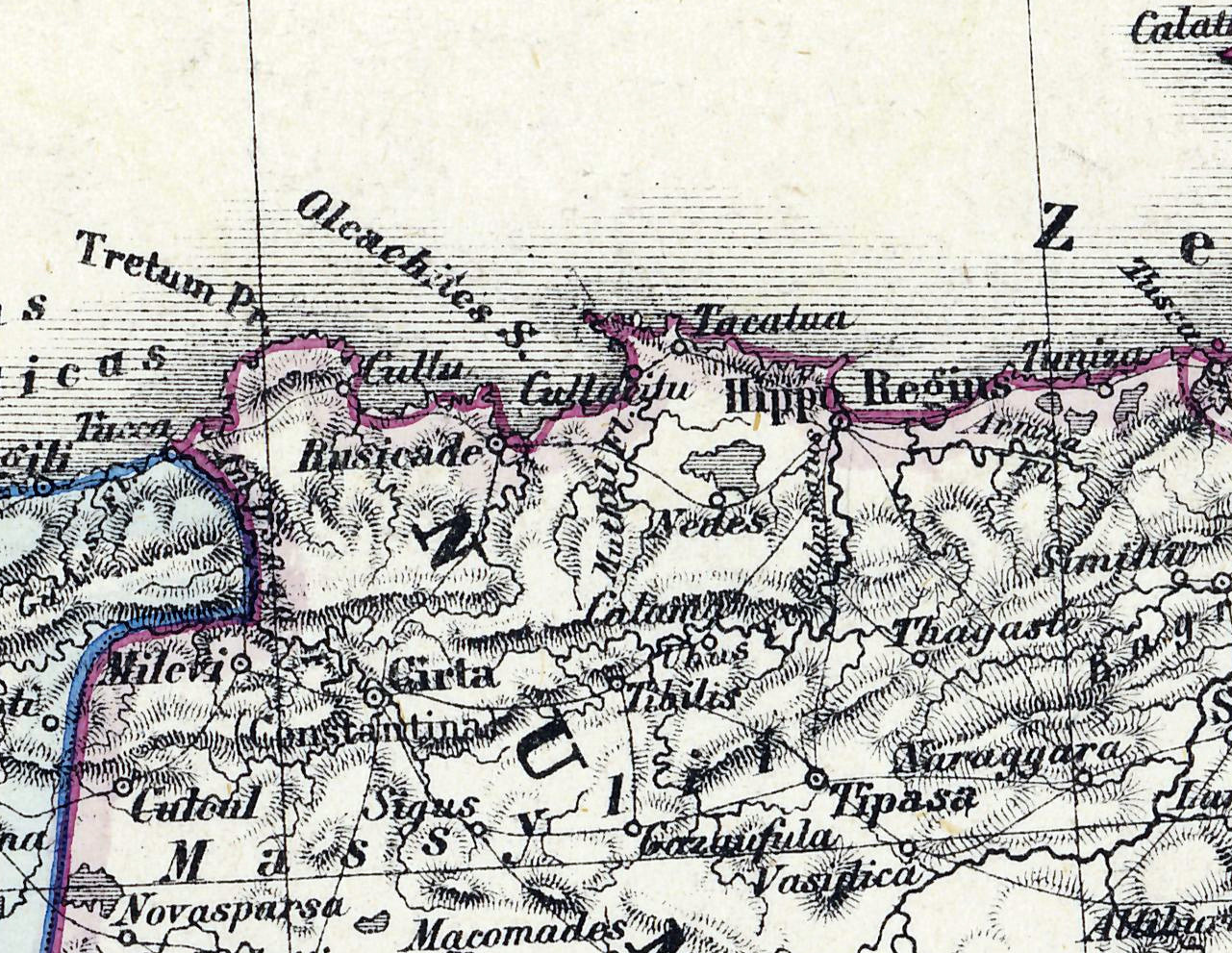
Cirta en el mapa de la Numídia romana, Atles Antiquus, H. Kiepert, 1869

Les nombroses inscripcions llatines descobertes a Tibilis van proporcionar indicacions sobre l'estat i els magistrats d'aquesta ciutat: durant l'imperi primerenc, Tibilis fou primer un pagus dependent de la confederació Cirtaiana que unia Cirta, Rusicade, Chullu i Milève. Gaudint de certa autonomia, la ciutat l'administren dos magistri de mandat anual, assistits per un o dos edils.
Durant els regnats d'Antoní Pius i Marc Aureli, alguns ciutadans notables de Tibilis van obtenir càrrecs alts en l'administració imperial: Quint Antisti Advent Aquilí Pòstum, cònsol al 167, i el seu fill Luci Antisti Burrus, gendre de Marc Aureli i cònsol el 181.
Tibilis rebé el rang de municipi al comandament de dos duumvirs entre 260 i 268, que correspon al període de la dissolució de la confederació.
Els cultes locals incloïen els flamen Augustalis (per a la deïtat imperial), flamen Saturni (sacerdot de Saturn), i déus autòctons, Bacax i la Magna Mater deorum Idaea (la Gran Mare dels Déus).

## Galeria

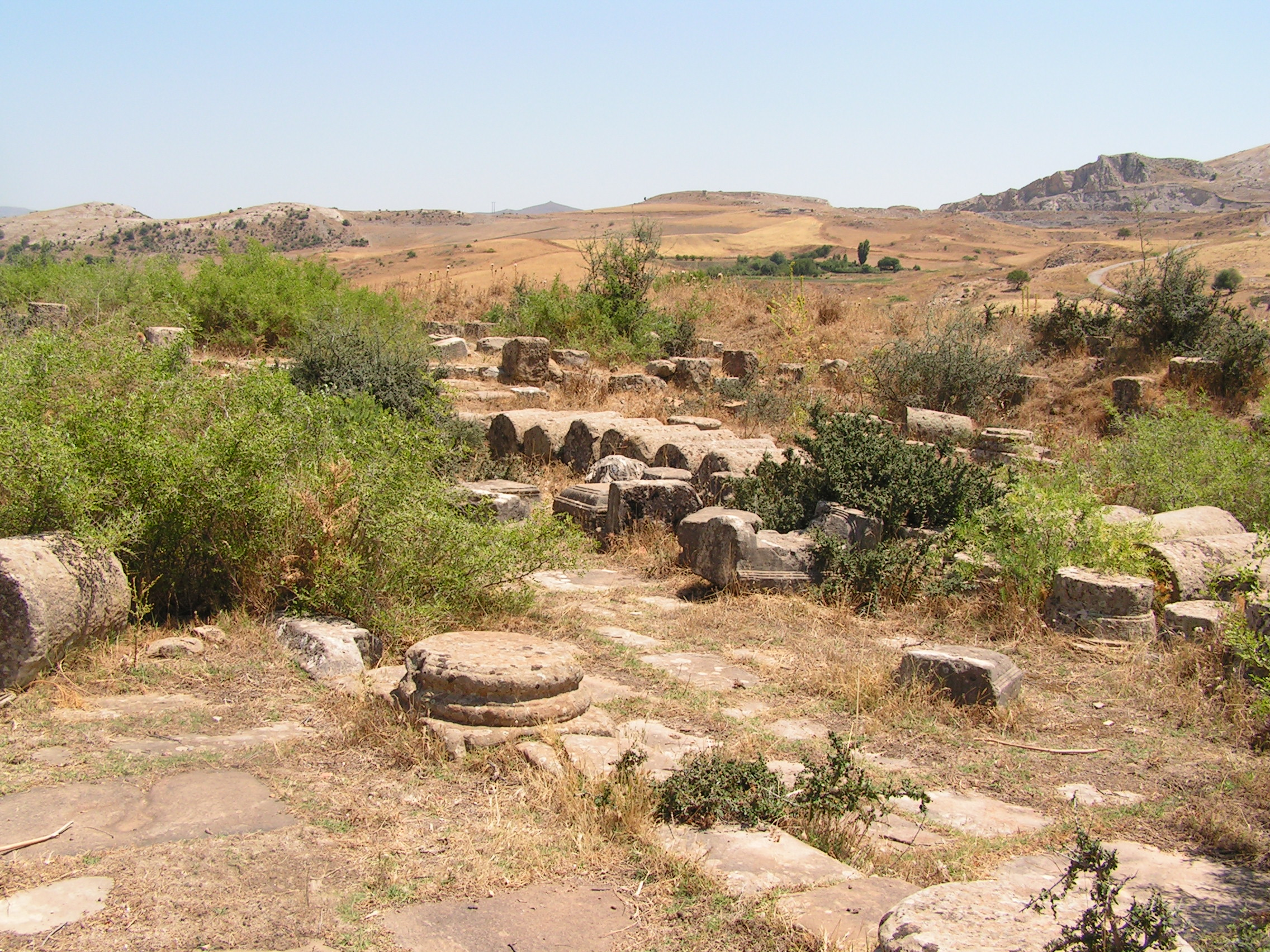
Vista general de Tibilis
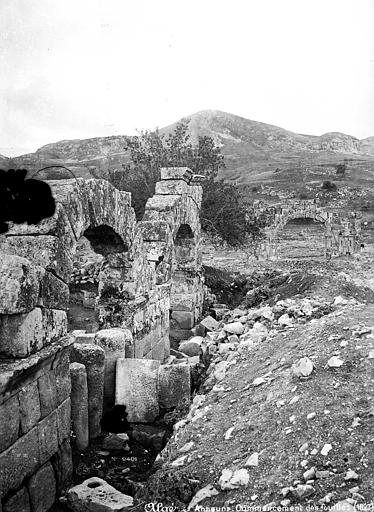
Ruïnes de Tibilis
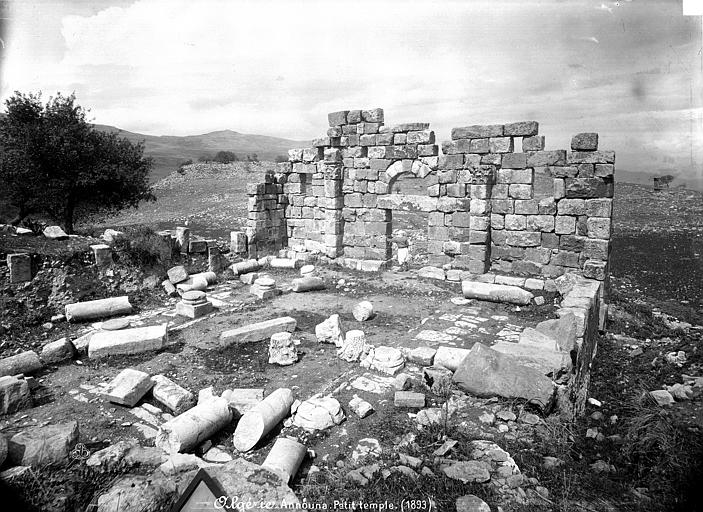
Ruïnes d'un temple petit
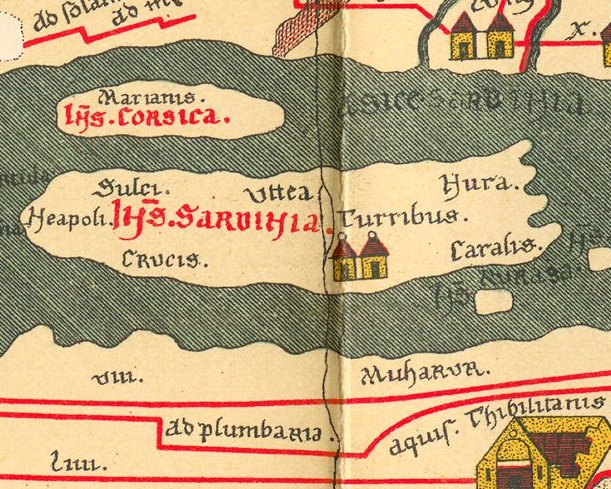
Tibilis en la Tabula Peutingeriana